# Apion
Apion, död omkring 50 e.Kr., var en antik grekisk grammatiker, verksam i Rom samt i Alexandria under konflikten mellan judar och greker i staden åren 38–39 e.Kr. Apion tillhörde stadens judefientliga parti, och hans ej bevarade skrift Mot judarna fick Josefus att skriva Mot Apion, vari han försvarar den judiska religionen och kulturen.